# アンドレ・ヴォルムゼル
アンドレ・アルフォンス・トゥーサン・ヴォルムゼル（フランス語: André Alphonse Toussaint Wormser, 1851年11月1日 - 1926年11月4日）は、フランスの作曲家。著名な門弟にはシャルル・マレーブなどがいる。

## 生涯
ヴォルムゼルはパリで生まれた。パリ音楽院においてはアントワーヌ・マルモンテルとフランソワ・バザンに師事した。彼はオルガ（Olga、旧姓Boris）と結婚して4人の子ども（ディアーヌ、サビーヌ、ドミニク、オリヴィエ）を儲けており、エドゥアール・ヴュイヤールによる1926年の肖像画『Madame André Wormser and her Children』にはその全員が描かれている。ヴォルムゼルは裕福であったため、社交クラブ「Cercle artistique et litteraire」に参加できた。
1872年、ヴォルムゼルはパリ音楽院でピアノの1等賞を獲得し、1875年にはカンタータ『クリテムネストラ』によってローマ大賞を受賞した。彼の作品中、最も知られるのはパントマイム『放蕩息子』（1890年）であり、これは1916年にニューヨークのブース・シアターにおいて3幕の演劇『Perroit the Prodigal』として復活上演されている。その後ヴォルムゼルは1926年11月4日にパリで没した。

## 主要作品
ヴォルムゼルは合唱曲、管弦楽曲、オペラ、器楽曲、歌曲などに作品を遺した。
- バレエ＝パントマイム『L'étoile』 2幕 （1897年）
- ピアノとオーボエのための『Ballada』 （1909年）
- カンタータ『クリテムネストラ』（Clytemnestre） （1897年）
- パントマイム『放蕩息子』（L'enfant prodigue） （1890年）
- ヴァイオリンとピアノのための『Reverie』（ジプシー組曲）
- オペラ『Adèle de Ponthieu』 （1887年）
- オペラ『Rivoli』 （1896年）